# Barentsia hozawai
Barentsia hozawai är en bägardjursart som beskrevs av Toriumi 1949. Barentsia hozawai ingår i släktet Barentsia och familjen Barentsiidae. Inga underarter finns listade i Catalogue of Life.